# Ver mopane
Gonimbrasia belina
Espèce
Gonimbrasia belina est une espèce de papillons présente dans presque tout le sud de l'Afrique, dont les grosses chenilles, les mopani ou vers mopane, comestibles, sont une source importante de protéines pour des millions de Sud-Africains.

## Noms vernaculaires
Les vers mopane sont appelés de cette façon du fait qu'ils sont trouvés communément sur l'arbre appelé mopane, Colophospermum mopane.
La chenille peut être connue encore sous d'autres noms vernaculaires :
- Au Botswana
  - en Setswana : phane
- en Afrique du Sud
  - en Sepedi: masonja (familier)
  - en Tshivenda: mashonzha
- en Zambie
  - muyaya (on pense que cela s'applique au ver mopane)
- au Zimbabwe
  - en Ndebele: macimbi
  - en Shona: madora

Le ver mopane reçoit parfois un autre nom latin qui est Imbrasia belina, plutôt que Gonimbrasia belina.

## Cycle de vie

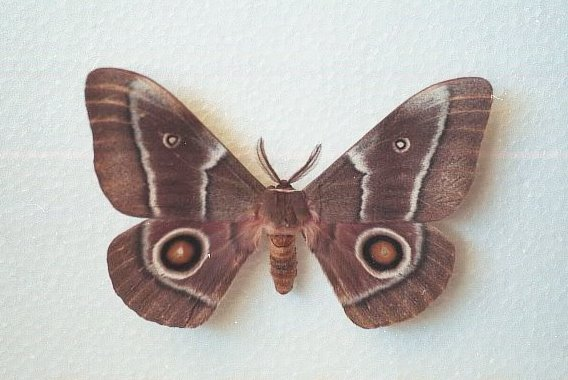
Un adulte d'empereur

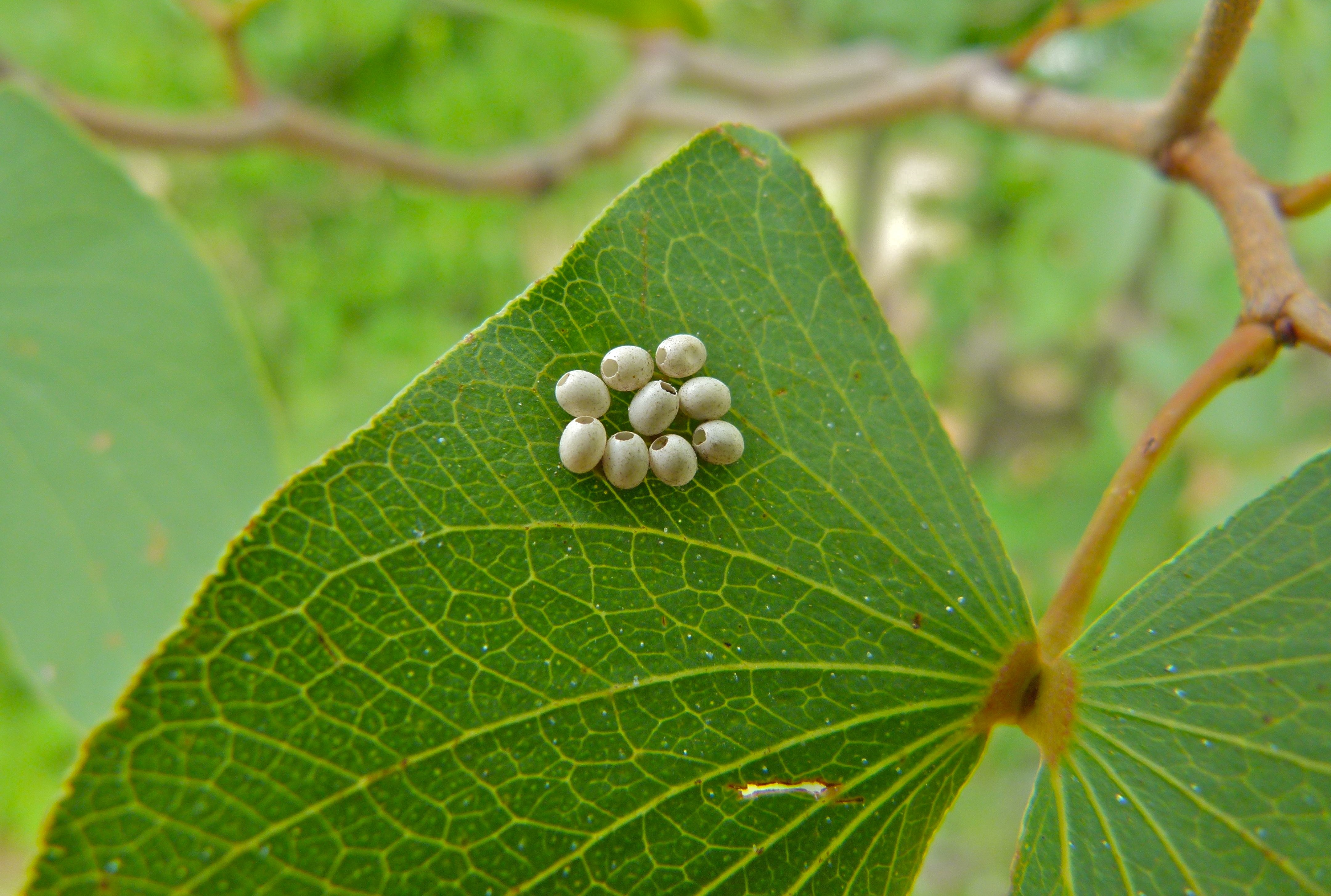
Œufs de Gonimbrasia belina
(Parc national Kruger, Afrique du Sud)

Comme la plupart des chenilles, le cycle de vie du ver du mopane débute lorsqu'il sort de son œuf durant l'été, après quoi, il se met à manger le feuillage dans son environnement immédiat. Alors que la larve grossit, elle doit muer quatre fois pour atteindre ses cinq stades larvaires. Si la larve n'est pas récoltée à ce moment, elle s'enfonce sous terre pour se nymphoser. À ce stade, elle subit une transformation complète pour devenir un papillon adulte. Ce stade se déroule durant l'hiver, sur une durée de 6 à 7 mois, pour que l'émergence de l'adulte se passe au début de l'été (novembre ou décembre).
Les papillons adultes ne vivent que 3 ou 4 jours, période durant laquelle ils essayent de se reproduire et de pondre leurs œufs.

## Ennemis

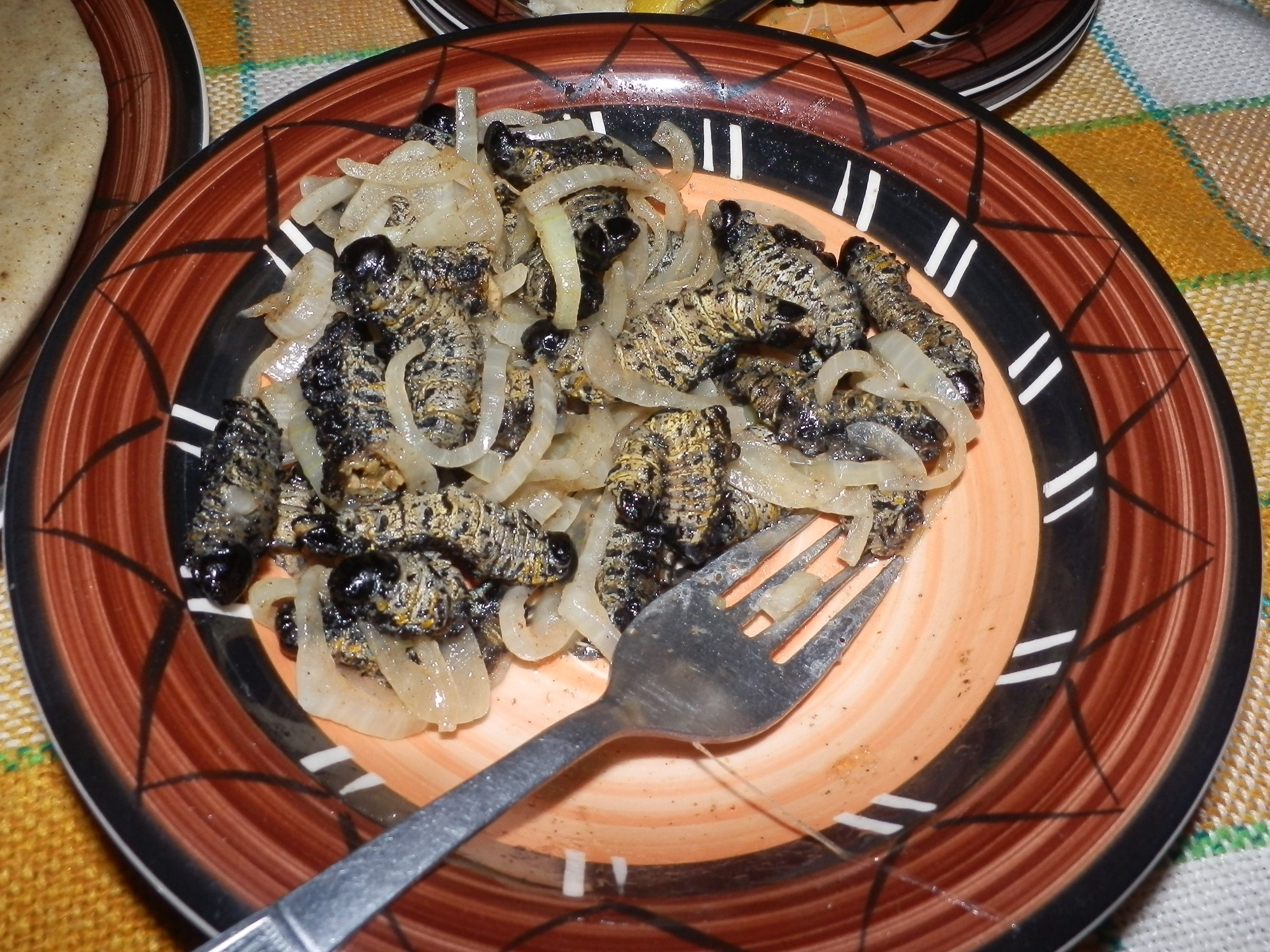
Vers mopane, plat traditionnel des Ovambos, ici servis aux touristes en Namibie

## Agriculture et économie locale
La récolte et la vente des vers mopane est une industrie de plusieurs millions de rands dans le sud de l'Afrique. Les principaux producteurs sont le Botswana, la Namibie, l'Afrique du Sud (Province du Limpopo et du Mpumalanga) et le Zimbabwe.